# Доня-Врела
Доня-Врела (серб. Доња Врела / Donja Vrela) — село в общине Брод Республики Сербской Боснии и Герцеговины. Население составляет 125 человек по переписи 2013 года.